# سری چینموی
سری چینموی (انگلیسی: Sri Chinmoy; ۲۷ اوت ۱۹۳۱ – ۱۱ اکتبر ۲۰۰۷) یک رهبر معنوی هندی بود که پس از نقل مکان به شهر نیویورک در سال 1964،  مدیتیشن را در ایالات متحده آموزش داد.